# 沈亚威
沈亚威（1920年—2002年5月9日），浙江吴兴人，中华人民共和国作曲家，中国音乐家协会原副主席。代表作有《淮海战役组歌》、《海岸炮兵歌》、《七律·人民解放军占领南京》、《高举“八一”军旗》等。